# La Paz (Cesar)
La Paz, es un municipio colombiano ubicado en el departamento del Cesar, en el área metropolitana de Valledupar, cuya cabecera municipal es Robles. Cuenta con una población de alrededor de 26 000 habitantes, es centro de una rica comarca ganadera (vacunos). Se localiza a 12 km al sur de la ciudad de Valledupar. Las almojábanas son parte importante de su gastronomía. Alberga una sede de la Universidad Nacional de Colombia.

## Geografía
La Paz es uno de los municipios que conforma el departamento del Cesar, este hace parte del área metropolitana de Valledupar y cuenta con aproximadamente 25 mil habitantes.

### Límites del municipio
El municipio está cerca de la ciudad capital del departamento del Cesar, Valledupar. El municipio de La Paz tiene fronteras al norte con La Guajira, al noreste con el municipio de Manaure, al este con la República de Venezuela, el cual comparten la Serranía del Perijá, cordillera; al sur con el municipio de Codazzi, al suroeste con el municipio de El Paso, Cesar (compartiendo el río Cesar como frontera). al oeste con el municipio de San Diego y al noroeste con el municipio de Valledupar. 
La parte este del territorio, cerca de la Serranía del Perijá está habitada por el pueblo indígena Yukpa.

## División Político-Administrativa
Además de su Cabecera municipal: Robles. La Paz tiene bajo su jurisdicción los centros poblados:
- Los Encantos
- Minguillo
- Rabolargo
- Sabana Alta
- San José de Oriente
- San José de Oriente - Betania
- Varas Blancas

## Economía
La economía del municipio se basa en la despensa agrícola con los cultivos de café, caña de azúcar, cebolla y cacao. También se destaca el ganado vacuno y se conoce como el municipio de las almojábanas por ser tan exquisitas en esta parte del departamento. Su riqueza hídrica al conforman los ríos del Chiriaimo, el rio Pereira, Tocaimo, Mocho y algunos arroyos.

## Historia
Fue fundado el 24 de enero de 1775 por Simón de Torres, Arcisclo Arzuluaga, Leonardo del Castillo y Juan Oñate. Este municipio empezó a poblarse cuando varias familias ganaderas que estaban asentadas en Valledupar decidieron expandirse e ir en busca de los cerros de La Paz.

## Estructura organizacional municipal
| La Paz       | La Paz      | La Paz                     |
| Departamento | Código DANE | Categoría municipal (2023) |
| ------------ | ----------- | -------------------------- |
| Cesar        | 20621       | Sexta                      |

- Personería: Es un centro del Ministerio Público de Colombia que ejerce, vigila y hace control sobre la gestión de las alcaldías y entes descentralizados; velan por la promoción y protección de los derechos humanos; vigilan el debido proceso, la conservación del medio ambiente, el patrimonio público y la prestación eficiente de los servicios públicos, garantizando a la ciudadanía la defensa de sus derechos e intereses.

- Concejo Municipal: Es la suprema autoridad política del municipio. En materia administrativa sus atribuciones son de carácter normativo. También le corresponde vigilar y hacer control político a la administración municipal. Se regulan por los reglamentos internos de la corporación en el marco de la Constitución Política Colombiana (artículo 313) y las leyes, en especial la Ley 136 de 1994 y la Ley 1551 de 2012.

Constituido por 13 concejales por un periodo de 4 años. 
- Alcaldía Municipal: En esta se encuentra la administración municipal y las entidades descentralizadas del municipio.

El Alcalde se pronuncia mediante decretos y se desempeña como representante legal, judicial y extrajudicial del municipio. El actual Alcalde municipal es Wilson Rincón Álvarez (2024-2027), elegido por voto popular.
- JAL.

### Servicios públicos
- Energía Eléctrica: Afinia, del grupo EPM, es la empresa prestadora del servicio de energía eléctrica.
- Gas Natural: Gases del Caribe es la empresa distribuidora y comercializadora de gas natural en el municipio.